# محله هوایی لهنارد
محله هوایی لهنارد (به انگلیسی: Lenhardt Airpark) یک فرودگاه همگانی است که یک باند فرود آسفالت دارد و طول باند آن ۹۰۱ متر است. این فرودگاه در کشور ایالات متحده آمریکا قرار دارد و در ارتفاع ۵۰ متری از سطح دریا واقع شده است.